# Trade-off
Trade-off er det samme som afvejning mellem (typisk) to forhold og betegner indenfor økonomisk teori det faktum, at man ikke kan gøre alting på en gang, men at man bliver nødt til at vælge mellem forskellige ting eller eventuelt et  kompromis mellem dem. Mange står for eksempel overfor et trade-off mellem at bruge tid på venner og familie og at bruge tid på jobbet. Afvejningen eller trade-off'et ligger i, at begge ting ikke kan gøres samtidig.
Et trade-off, der spiller en vigtig rolle i økonomisk teori, er det mellem efficiens og lighed: I en række situationer er beslutningstagerne nødt til at træffe beslutninger, der indebærer et kompromis mellem de to formål.
Fra ideen om trade-off kommer bl.a. ideen om alternativomkostninger.